# Бражник облепиховый
Бражник облепиховый, или бражник лоховый (Hyles hippophaes) — ночная бабочка из семейства бражников (Sphingidae).

## Ареал
Вид распространен в Южной Европе, Молдавии, юге Украины, в Крыму, Западной Турции, на юге России, Иране, Средней Азии, степных районах Западной Сибири, Алтае, Туве, Северо-Западном Китае, Афганистане, Северной Индии, Тибете, Монголии, Казахстане. Способны к миграциям. На Урале бабочки изредка встречаются в южных степях Оренбургской области.

## Описание
Размах крыльев 65—75 мм. Окраска передних крыльев и тела оливково-зелёная или коричневатая. Похож на молочайного бражника. Светлый продольный мазок на переднем крыле прямой, контрастный по своему наружному краю и растушёванный к переднему краю крыла. Тёмное пятно в его средней части небольшого размера, продолговатой формы, часто почти полностью отсутствует.

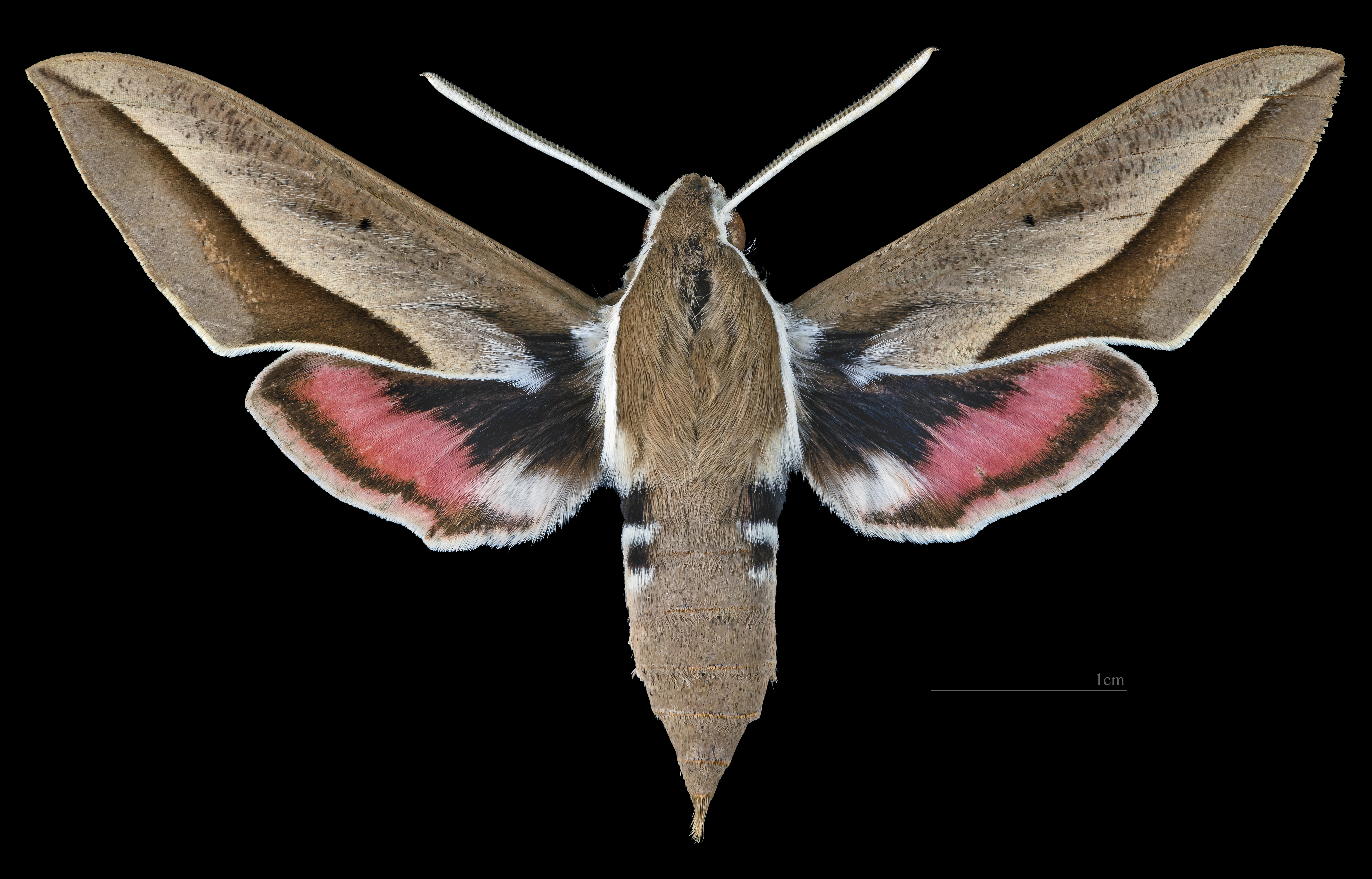
Hyles hippophaes ♂
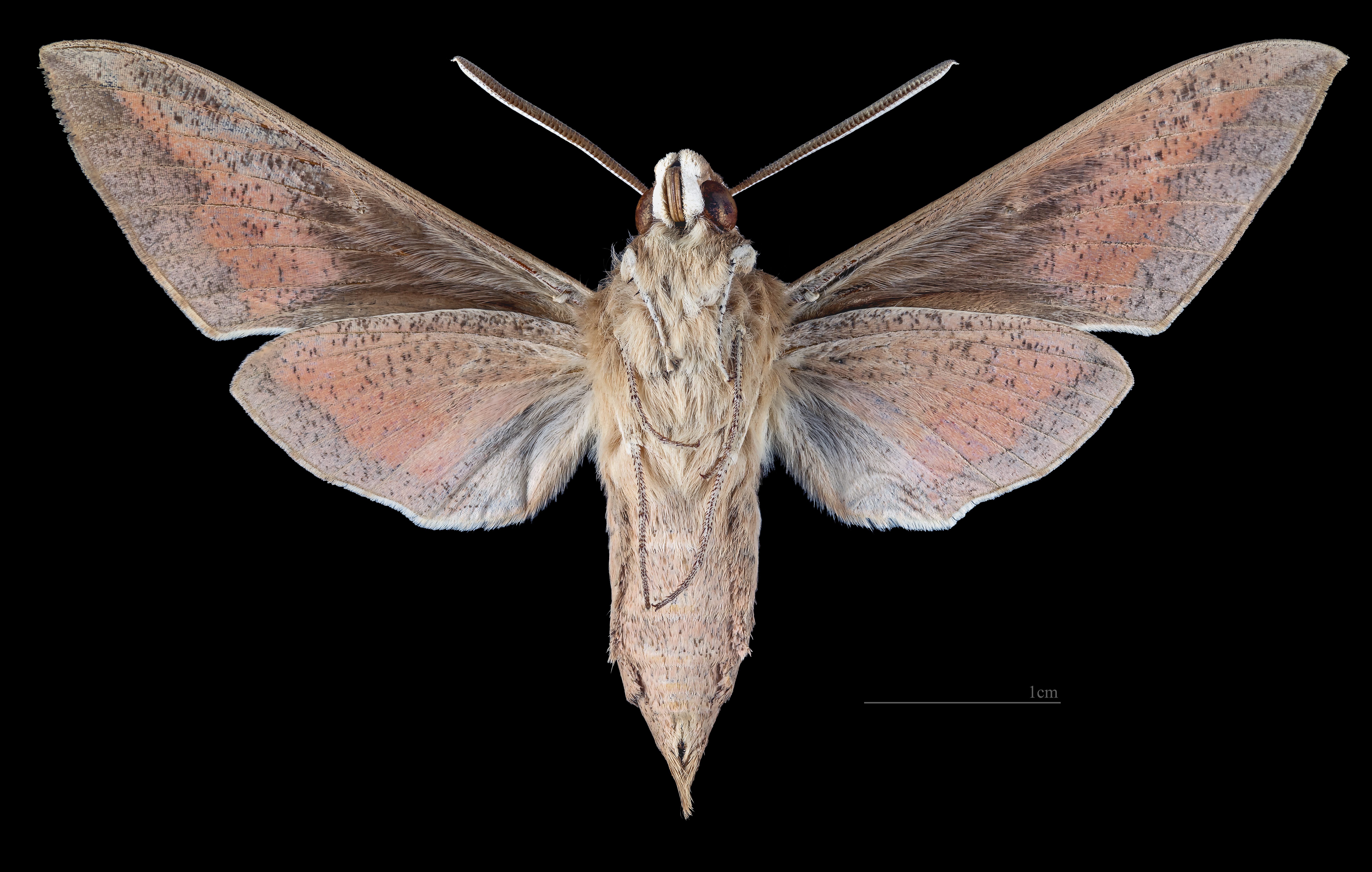
Hyles hippophaes ♂  △
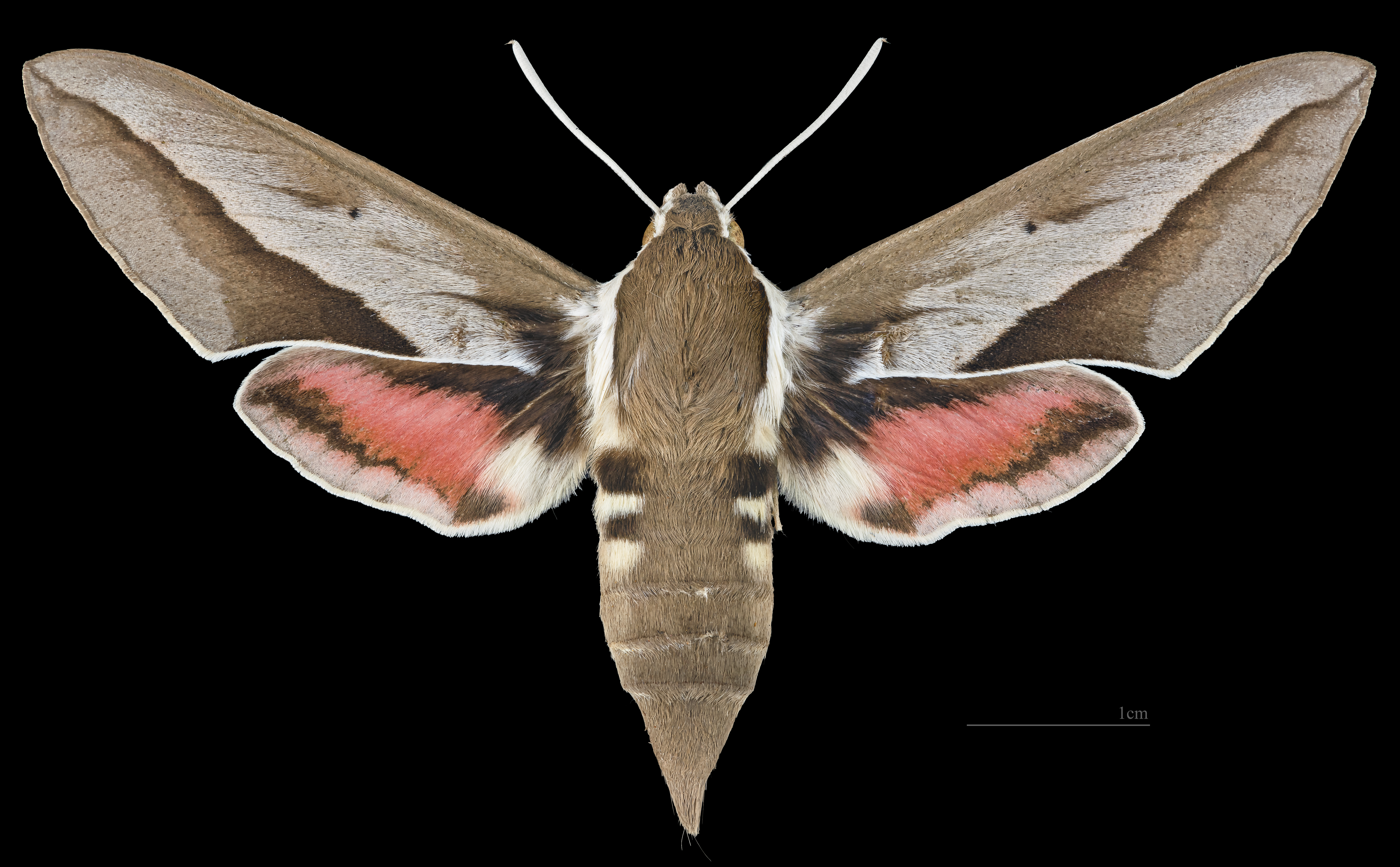
Hyles hippophaes  ♀
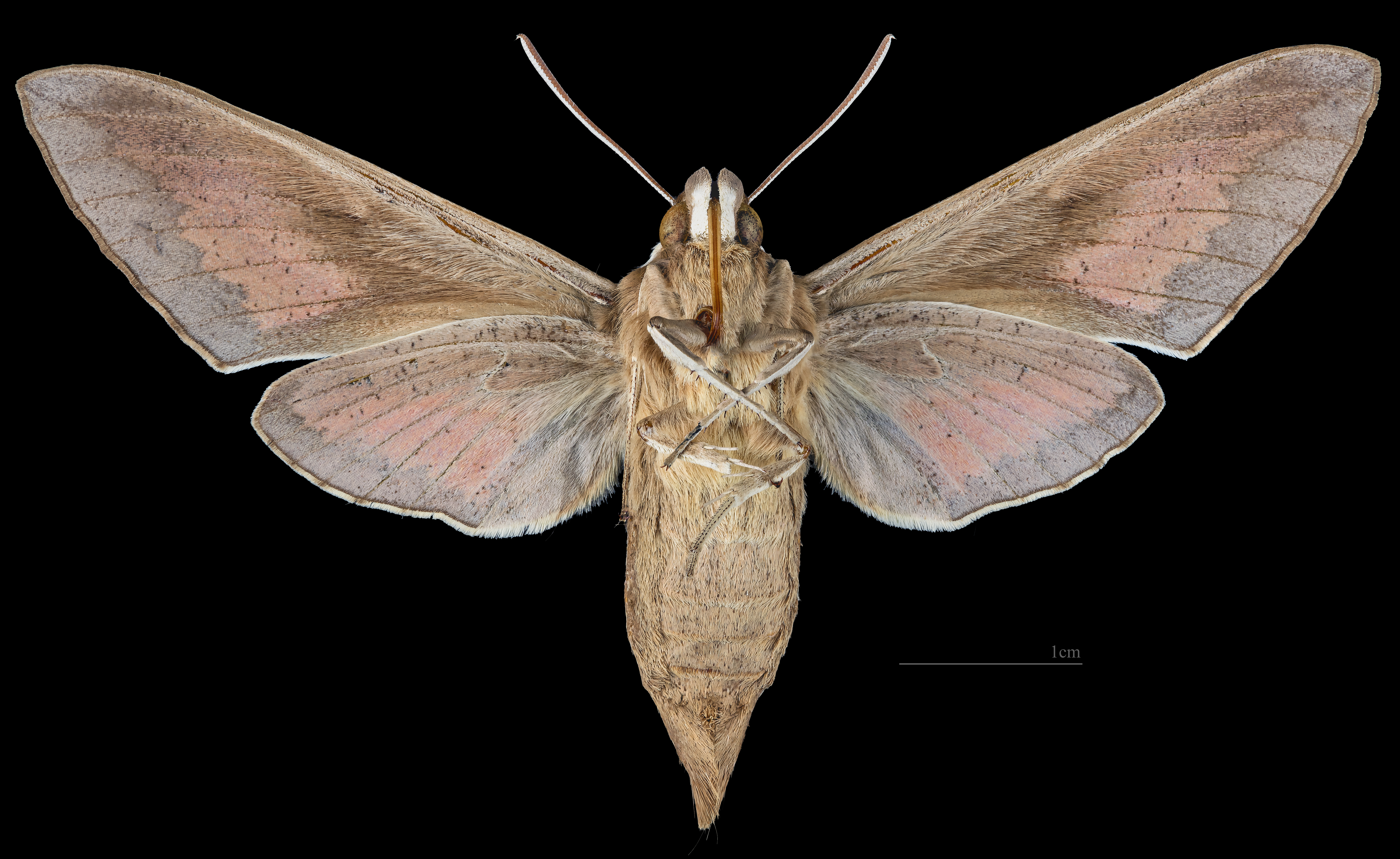
Hyles hippophaes ♀ △

## Биология

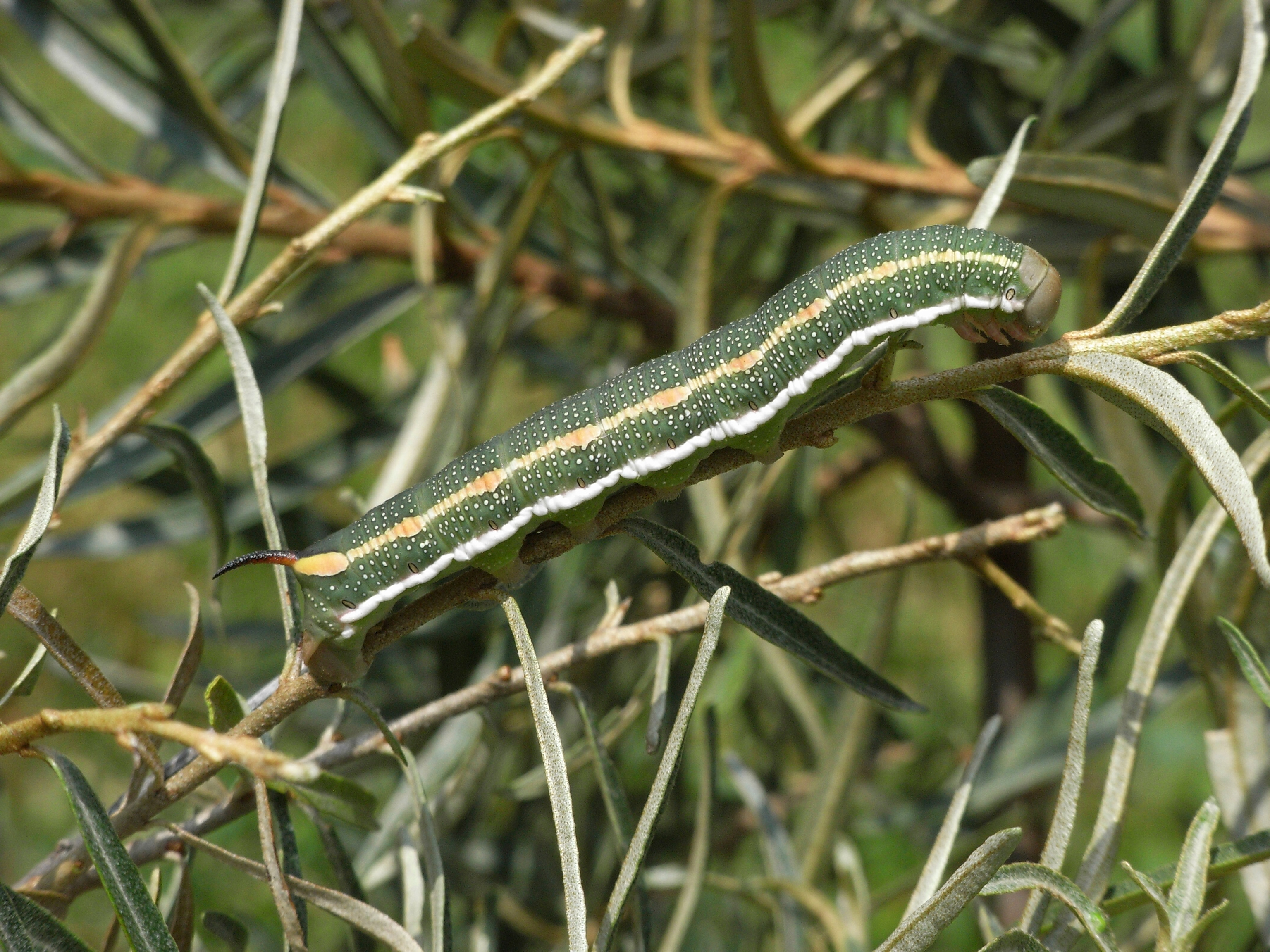
Гусеница

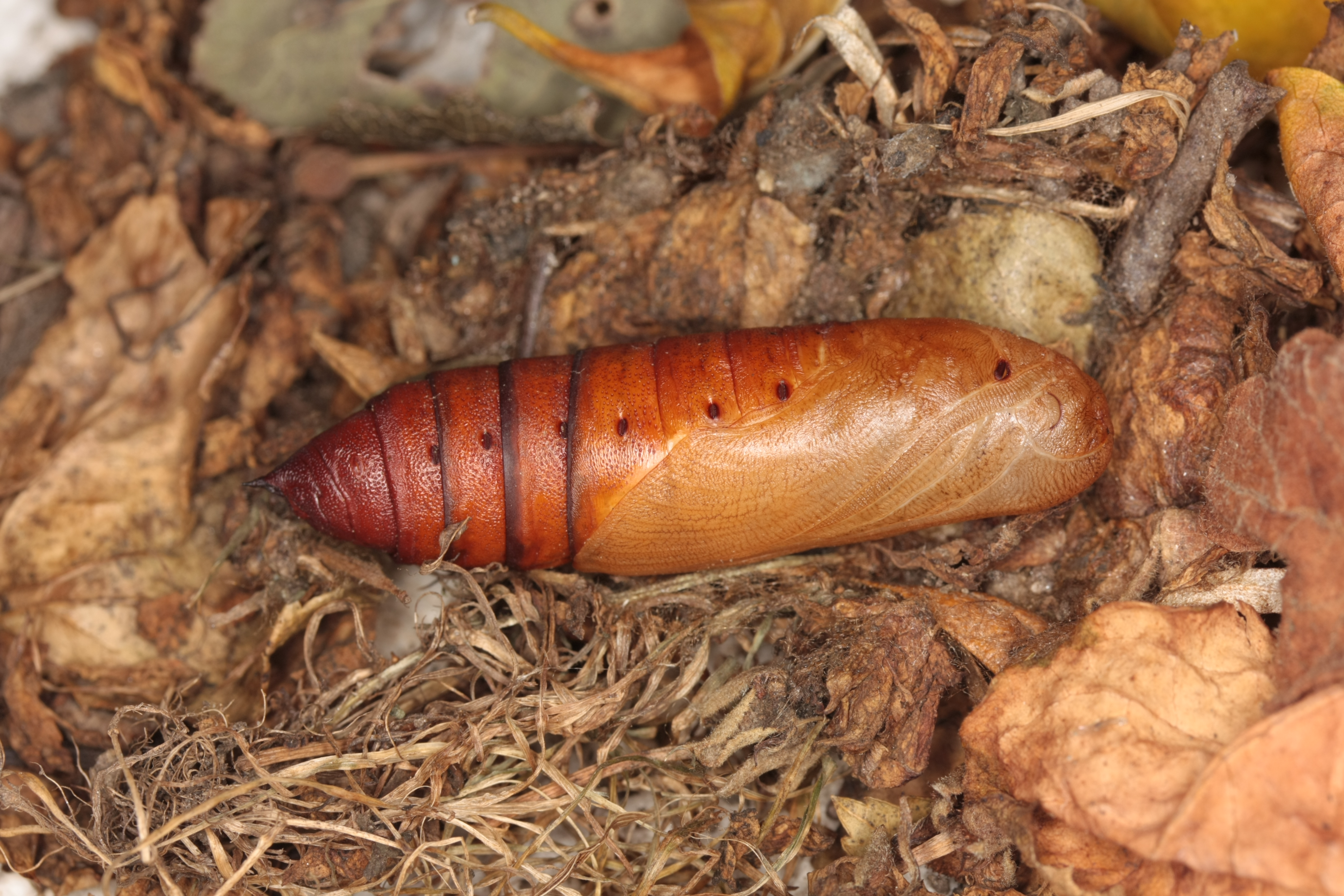
Куколка

в зависимости от региона и погодных условий за год развивается 2-3 поколения. Бабочки первого поколения летают с апреля по июнь, второе поколение — в августе до сентября.
Гусеница к концу своего развития достигает длины 75—80 мм. Она светло-серого цвета с светлых пупырчатыми точках и белой продольной полосой на каждом боку. Рог на последнем сегменте тела длинный и тонкий, сверху — чёрного цвета, снизу — оранжевый, с двумя оранжевыми пятнами в основании. Гусеницы питаются на лохе, облепихе. По окраске гусеницы практически неотличимы от листьев лоха серебристого. Окукливаются в почве. Зимует куколка.